# Pierre Alexandre
Pierre Hippolyte Henri Charles Alexandre (geboren 3. Dezember 1922 in Algier; gestorben 20. Juli 1994 in Paris) war ein französischer, auf Afrika spezialisierter Anthropologe und Sprachwissenschaftler.

## Biografie
Obwohl in Algier geboren, verbrachte er seine Kindheit und Jugend im französischen Mutterland. Als ehemaliger Schüler des Lycée Carnot (Paris) entschied er sich für die Kolonialhochschule École nationale de la France d’Outre-Mer (ENFOM; deutsch Nationale Schule für Übersee-Frankreich), wo er 1943 sein Examen bestand. Er arbeitete als Kolonialverwalter in Kamerun und Togo. Nach der Unabhängigkeit dieser Länder kehrte er nach Paris zurück, wo er Dozent am Institut national des langues et civilisations orientales (INALCO) wurde und Bantu-Sprachen lehrte.
Er war einer der Mitarbeiter an dem von Herrmann Jungraithmayr und Wilhelm Möhlig im Jahr 1983 herausgegebenen Lexikon der Afrikanistik:  afrikanische Sprachen und ihre Erforschung.
In seinem Buch über französische Perspektiven in der Afrikanistik präsentierte er einige der wichtigsten Ansätze, die von französischen Afrikanisten in den 1940er, 50er und 60er Jahren entwickelt wurden. Das ursprünglich 1973 veröffentlichte Buch behandelt soziale Struktur, Verwandtschaftssysteme, wirtschaftlichen Wandel, Ethnographie, Sprache, Geschichte und Archäologie in Westafrika.

## Publikationen (Auswahl)
- French Perspectives in African Studies: A Collection of Translated Essays, herausgegeben von Pierre Alexandre. 1973 (African Ethnographic Studies of the 20th Century) (Inhaltsübersicht; Online-Teilansicht)
- Langues et langage en Afrique noire. 1967
- Système verbal et prédicatif du bulu, Paris: C. Klincksieck, 1966. OCLC 807200
- Les Populations du Nord-Togo, mit J-C. Froelich und Robert Cornevin, Paris: Presses universitaires de France, 1963. OCLC 1704865
- Le Groupe dit Pahouin, Fang, Boulou, Beti, Paris, Presses universitaires de France, 1958. OCLC 1697611
- Les Africains: initiation à une longue histoire et à de vieilles civilisations, de l'aube de l'humanité au début de la colonisation, Paris: Lidis, 1981. OCLC 405595957